# 滑县战役
滑县战役发生于1946年11月。是第二次国共内战期间，中國共產黨领导的晋冀鲁豫野战军与国民政府领导的国民革命军在河南省滑县地区发生的一场战役。

## 背景
1946年11月，郑州绥靖公署主任顾祝同指挥国军对晋冀鲁豫解放区展开攻势，以刘汝明集团（五个旅）在东明、菏泽及其以南守备；孙震集团（五个旅）在滑县、封丘、长垣地区守备；鄄城、郓城之王敬之集团，则积极准备经濮城向大名进攻；豫北国军王仲廉部，以其主力第85师进至安阳，积极准备会同王敬之集团经临漳、大名直趋邢台，与第11战区孙连仲部会合后，攻取邯郸，并于11月内打通平汉路中段，以配合“中華民國國民大會”的召开。面对国军的攻势，晋冀鲁豫野战军司令员刘伯承、政治委员邓小平决定发起滑县战役，以破坏国军控制平汉铁路的作战计划。

## 作战部署
孙震集团的布防于滑县、封丘、长垣地区，其兵力布防情况是：124旅在浚县、滑县、白道口地区；104旅在滑县以南的上官村、白马庙、留固集地区；125旅在滑县东南的邵耳寨、黄庄、老岸镇地区；122旅在封丘、牛市屯地区；127旅在长垣、丁栾集地区，朱楼、小渠，还驻有相当于一个旅兵力的河北保安12纵队何冠三部。 针对国军的动向，刘邓二人做出了：“首先将敌人各个击破，尔后集中兵力歼灭国民党军主力”的指示。具体是以一小部分兵力钳制正面国军，集中优势兵力实施远距离奔袭孙震集团。在运动中歼灭国军主力，

## 作战过程
1946年11月12日，刘邓下达滑县战役命令，晋冀鲁豫野战军主力开始秘密向滑县地区运动。15日，主力4个纵队共11个旅，由濮县附近秘密西进至滑县以东地区，18日夜对滑县国军展开攻击。从国军整编第41师第104旅，整编第47师第125旅及河北保安第12纵队之间的结合部攻入其防御纵深40余公里。19日，第3、第6、第7纵队分别向国军的指挥机关所在地邵耳寨、上官村、朱楼发起攻击。战至20日，全歼守军及由留固集突围的第104旅1个团。随后乘势向北攻击，扩大战果。第2纵队攻击歼驻守黄庄的国军第125旅1个团。进攻老岸的第7与第3纵队主力在22日突破老岸，此时国军援军从东西两面大举前来增援。晋冀鲁豫野战军在国军增援部队赶到前，携带缴获的大量辎重弹药，主动撤离战区，滑县战役结束。 

## 战役结果
滑县战役历时四天，晋冀鲁豫野战军歼灭国军孙震之整编第41师第104旅和整编第47师第125旅大部及河北保安第12总队全部共约1.2万人。其中，俘虏8800余人，毙伤3000余人，俘虏了104旅旅长杨显明、副旅长李克源和河北保安12纵队司令何冠三。缴获山炮5门，战防炮4门，迫击炮30余门，轻、重机枪300余挺，步枪5000余枝，汽车5辆及其它大量军用物资，并打乱了国军北进打通平汉线的作战部署。